# 박준태 (축구 선수)
박준태(朴俊泰, 1989년 12월 2일 ~ ) 대한민국의 축구 선수이다.

## 축구인 생활

### 선수 생활
2009년 신인 드래프트를 통해 울산 현대에 4순위로 입단하였다. 데뷔 시즌, 리그와 리그컵을 합쳐 8경기에 출전하였고 드리블 기술과 페인팅 능력을 앞세워 '울산의 메시'라는 별명을 얻기도 하였다. 하지만 2010 시즌엔 주전 경쟁에서 밀리며 전반기 동안 리그컵 1경기에 출전하는데 그쳤고, 결국 7월 울산 현대미포조선 돌고래에 임대 이적하여 6개월 간 내셔널리그에서 활약하였다.
울산 현대미포조선에서의 임대 기간을 마친 후인 2011년 1월 인천 유나이티드로 이적하였다. 인천에서의 첫 시즌, 5월까지 리그에서만 3골을 넣으며 활약하였고 이후에도 꾸준히 조커로 출장하며 활약하였다.
2013년 겨울 전남 드래곤즈로 이적하였다. 같은 해 5월 26일 수원 삼성과의 경기에서 전남에서의 첫 골을 기록하였다. 이후 주로 조커로 활약하며 2013 시즌 리그 27경기에 출전하였다. 2014 시즌엔 4월 30일 FA컵 32강 전북 현대와의 경기에서 골을 기록하며 일찌감치 시즌 첫 골을 만들어냈으나, 이후 주전 경쟁에서 밀려 리그 7경기 0골에 그친 채 시즌을 마감하였다. 시즌 종료 후 상주 상무에 입단하였다. 그 후, 상주에서 조진호 감독의 지도 하에 24경기를 뛰면서 8골 1도움을 기록하여 부활을 알렸다. 2016년 9월에 전역하여 전남에 복귀하였다가 2016 시즌을 끝으로, 상주 시절 때 자신을 이끈 조진호 감독의 부름을 받고, 부산 아이파크로 이적하였다. 그리고, 2017 시즌을 앞두고, 부산의 새 주장으로 선임되었다.
2017 시즌 후, FA로 풀린 박준태는 전남 드래곤즈으로 다시 이적하였다.
2018년 10월 19일 음주운전 사건의 영향으로 전남 드래곤즈와의 계약이 해지되었다.

#### 에피소드
2011년 5월 6일 사망한 고 윤기원 선수의 룸메이트였다. 이후 5월 8일 대전 시티즌과의 경기에서 후반 교체 출장해 팀의 동점골을 넣었고 인천은 역전승을 거두었다. 경기가 끝난 후, 미디어와의 인터뷰에서 윤기원 선수한테 보답하는 마음으로 뛰었다는 소감을 밝혔다.

## 논란
2018년 10월 5일 박준태가 2018년 6월 30일 서울에서 음주운전 사고를 낸뒤 이를 구단에 은폐했다는 사실이 드러났다. 이 사건으로 인해 박준태는 전남 드래곤즈와 계약을 해지했다.

## 수상

### 클럽

#### 상주 상무
- K리그 챌린지
  - 우승 1회 : 2015